# Polycyathus verrilli
Espèce
Statut CITES
Polycyathus verrilli est une espèce de coraux appartenant à la famille des Caryophylliidae.